# Jurriën Timber
Jurriën David Norman Timber (* 17. června 2001 Utrecht) je nizozemský profesionální fotbalista, který hraje na pozici středního či pravého obránce za anglický klub Arsenal FC a za nizozemský národní tým.

## Klubová kariéra

### Ajax
Timber se dostal do akademie Ajaxu v roce 2014 ve věku 13 let z akademie Feyenoordu. V A-týmu Ajaxu debutoval 7. března 2020 při výhře 3:1 nad SC Heerenveen.
V druhé polovině sezóny 2020/21 se začal pravidelně objevovat v základní sestavě Ajaxu. Svůj první gól v dresu Ajaxu vstřelil 2. května 2021, a to při výhře 4:0 nad Emmenem. Tento výsledek zajistil Ajaxu historicky 35. titul v Eredivisie.

## Reprezentační kariéra
Timber byl poprvé povolán do nizozemské reprezentace v červnu 2021. Svůj reprezentační debut si odbyl 2. června v přátelském utkání proti Skotsku. Byl nominován také na závěrečný turnaj EURO 2020. Objevil se v základní sestavě hned prvního zápasu základní skupiny proti Ukrajině a pomohl týmu k výhře 3:2. Na turnaji odehrál ještě jeden poločas zápasu proti Severní Makedonii a závěrečných 9 minut osmifinále proti Česku, které Nizozemsko prohrálo 0:2 a z turnaje tak bylo vyřazeno.

## Osobní život
Jurriën Timber se narodil, spolu se svým dvojčetem Quintenem Timberem, který je také fotbalistou, v Nizozemsku matce z Aruby a otci z Curaçaa.

## Statistiky

### Klubové
K 20. březnu 2022
| Kluv   | Sezóna  | Liga       | Liga   | Liga | Pohár  | Pohár | Evropské poháry | Evropské poháry | Ostatní | Ostatní | Celkem | Celkem |
| Kluv   | Sezóna  | Liga       | Zápasy | Góly | Zápasy | Góly  | Zápasy          | Góly            | Zápasy  | Góly    | Zápasy | Góly   |
| ------ | ------- | ---------- | ------ | ---- | ------ | ----- | --------------- | --------------- | ------- | ------- | ------ | ------ |
| Ajax   | 2019/20 | Eredivisie | 1      | 0    | 0      | 0     | 0               | 0               | –       | –       | 1      | 0      |
| Ajax   | 2020/21 | Eredivisie | 20     | 1    | 4      | 0     | 6               | 0               | –       | –       | 30     | 1      |
| Ajax   | 2021/22 | Eredivisie | 24     | 3    | 3      | 0     | 8               | 0               | 1       | 0       | 36     | 3      |
| Celkem | Celkem  | Celkem     | 45     | 4    | 7      | 0     | 14              | 0               | 1       | 0       | 67     | 4      |

### Reprezentační
K 1. září 2021
| Nizozemsko | Nizozemsko | Nizozemsko |
| Rok        | Zápasy     | Góly       |
| ---------- | ---------- | ---------- |
| 2020       | 3          | 0          |
| 2021       | 3          | 0          |
| Celkem     | 6          | 0          |

## Ocenění

### Klubová

#### Ajax
- Eredivisie: 2020/21[4][9]
- KNVB Cup: 2020/21[9]

### Reprezentační

#### Nizozemsko U17
- Mistrovství Evropy do 17 let: 2018[10]